# Il poeta con la chitarra
Il poeta con la chitarra è un album del cantautore italiano Franco Simone, pubblicato dall'etichetta discografica Ri-Fi nel 1976.
L'album è prodotto da Ezio Leoni. I brani sono interamente composti dall'interprete, ad eccezione della cover del noto Il cielo in una stanza, mentre gli arrangiamenti sono curati da Enrico Intra.
In quell'anno vengono pubblicati tre singoli dell'artista: Miele e fuoco/Triangolo, Tu... e così sia/Che cosa vuoi? e Tentazione/Bella quando.

## Tracce

### Lato A
1. Tu... e così sia
2. Tentazione
3. Perché piangi?
4. Il vino buono
5. Triangolo

### Lato B
1. Mia, più mia, più mia
2. Bella quando
3. Miele e fuoco
4. Io ti vorrei
5. Il cielo in una stanza